# 1972年札幌オリンピックの西ドイツ選手団
1972年札幌オリンピックの西ドイツ選手団（1972ねんさっぽろオリンピックのにしドイツせんしゅだん）は、1972年2月3日から2月13日まで日本の北海道札幌市で開催された1972年札幌オリンピックの西ドイツ選手団、およびその競技結果。

## 概要
今大会では金メダル3個、銀メダル1個、銅メダル1個の計5個のメダルを獲得した。
スピードスケート男子500mでは、エアハルド・ケラーが1968年グルノーブルオリンピックに続いて金メダルを獲得し、2連覇を達成した。

## メダル
| メダル | 選手名 | 競技             | 種目        |
| ------ | --- | ---------------- | ----------- |
| 金     | エアハルド・ケラー                                                                                                  | スピードスケート | 男子500m    |
| 金     | モニカ・プルーク | スピードスケート | 女子1000m   |
| 金     | ヴォルフガング・ツィマラー ペーター・ウッツシュナイダー                                                             | ボブスレー       | 男子2人乗り |
| 銀     | ホルスト・フロート ペピ・バーダー                                                                                   | ボブスレー       | 男子2人乗り |
| 銅     | ヴォルフガング・ツィマラー ペーター・ウッツシュナイダー シュテファン・ガイスライター ヴァルター・シュタインバウアー | ボブスレー       | 男子4人乗り |